# Тираспольский район
Тира́спольский райо́н — административно-территориальная единица Молдавской АССР, а затем Молдавской ССР, существовавшая с 12 октября 1924 года по 21 июня 1971 года.

## История
Тираспольский район в составе Одесского округа УССР был образован в 1923 году, но уже 12 октября 1924 года вместе с другими районами передан в состав образованной Молдавской АССР.
2 августа 1940 года район вошёл в состав Молдавской ССР как район прямого республиканского подчинения, не входящий в состав уездов МССР.
В 1941—1944 годах район находился под румынской оккупацией и входил в состав губернаторства Транснистрия.
С 31 января 1952 года по 15 июня 1953 года Тираспольский район вместе с рядом других районов входил в Тираспольский округ.
3 июня 1958 года в связи с укрупнением районов Молдавии, в состав Тираспольского района включены территории упраздняемых Слободзейского и частично Григориопольского районов.
30 марта 1962 года к Тираспольскому району была присоединена часть территории упразднённого Бендерского района.
Указом Президиума Верховного Совета МССР от 21 июня 1971 года Тираспольский район был упразднён и разделён между восстановленными Григориопольским и Слободзейским районами. Григориопольскому району были переданы Буторский, Красногорский, Малаештский, Спейский, Ташлыкский и Тейский сельские Советы Тираспольского района, остальные переданы Слободзейскому району. Город Тирасполь стал самостоятельной административной единицей.

## Административное деление
По состоянию на 1 января 1955 года район состоял из 13 сельсоветов: Ближне-Хуторский, Владимировский, Закрепостно-Слободский, Калкатово-Балковский, Красногорский, Малаештский, Новоандрияшевский (Фрунзенский), Новокотовский (Первомайский), Парканский, Спейский, Суклейский, Тейский и Терновский.
В июне 1959 года в состав района переданы все 7 сельсоветов упраздняемого Слободзейского района: Глинойский, Коротнянский, Карагашский, Незавертайловский, Слободзейский (молдавский), Слободзейский (русский) и Чобручский. Позже в состав были переданы Буторский и Ташлыкский сельсоветы бывшего Григориопольского района, а также правобережные Кицканский и Копанский сельсоветы бывшего Бендерского района.
По состоянию на 1 апреля 1968 года район состоял из 1 города (Тирасполь), 1 пгт (Красное) и 22 сельсоветов: всех вышеперечисленных, кроме Закрепостно-Слободского и Калкатово-Балковского, вошедших в состав г. Тирасполь.